# Galápagos Jogos
Mundo Galápagos, anteriormente conhecida como Galápagos Jogos é uma editora brasileira que atua no mercado de jogos de tabuleiro modernos e RPGs, traduzindo e divulgando no Brasil jogos internacionais. Fundada em setembro de 2009 na cidade de São Paulo por três sócios que haviam acabado de se formar pela Escola Politécnica da Universidade de São Paulo, seu primeiro produto foi o jogo Máfia. Em 2018, foi adquirida pela francesa Asmodee, em setembro de 2025, a subsidiária brasileira será chamada Asmodee.

## Produtos
Dentre os jogos que foram lançados pela editora no mercado brasileiro, constam:
- 7 Wonders[5]
- A Guerra dos Tronos: Board Game[5]
- A Guerra dos Tronos: Card Game
- A Guerra dos Tronos: Intriga em Westeros
- Abyss
- Arkham Horror
- Black Stories
- Blood Rage
- Citadels[5]
- Concept[5]
- Cyclades[5]
- Dobble
- Dungeon Roll
- Dixit[5]
- Dwarf King
- Eldritch Horror[5]
- Histórias
- Kemet[5]
- King of Tokyo[5]
- Krosmaster Arena
- Linha Galaparty[5]
- Love Letter (jogo)
- Mafia de Cuba
- Mice and Mystics[5]
- Munchkin[5]
- Mysterium[5]
- O Senhor dos Anéis: Card Game[5]
- Power Grid
- Quarriors!
- Race For The Galaxy[5]
- Smash Up[5]
- Splendor [5]
- Star Wars X-Wing[5]
- Star Wars: Fronteira do Império
- Star Wars: Império vs. Rebelião
- Summoner Wars[5]
- Tales from the Loop (jogo de RPG)
- Takenoko
- The Resistance[5]
- Ticket to Ride [5]
- Timeline
- Tokaido
- We Will Rock You
- Zombicide[5]
- Zombie Dice